# 慈雲山天主教小學
慈雲山天主教小學（英語：Tsz Wan Shan Catholic Primary School），簡稱TWSCPS、慈天，是一所位於香港九龍黃大仙區慈雲山蒲崗村道172號學校村的資助小學，創立於2002年（前身黄大仙天主教小學上午校則創立於1962年），由天主教香港教區主辦。該校的辦學宗旨是「以基督為教育事業的根基，效法聖雲先主保『有教無類』的精神，為學生營造愉快的學習環境，讓他們在喜樂和融洽的氣氛中，主動學習，培養良好的品格，自律向上的精神，明辨是非的能力，正確的價值觀和強烈的公民意識，俾能樂於承擔責任，服務社群。」；校訓則為「在基督內，自強不息。」在2016-17年度，慈天共有30個教學班，學生人數742名，職員人數約56名。

## 學校概況
慈雲山天主教小學是一間位於香港首個學校村之內的小學，為一所30班標準千禧校舍。學校佔地約10000平方米。
在2016-17學年，慈天共有30個教學班，學生人數742名，職員人數約56名。

### 教學設施
學校目前有教室30間，並設有禮堂、STEM Room、常識室、中央圖書館等多間特别室。學校所有教室及特别室均裝有空調、中央視像系統及寬頻上網。

### 體育設施
慈天有3個操場，當中包括一個有蓋操場和籃球場。學生亦可以禮堂、多校共享的運動場及籃球場來進行各種體育活動。